# Hamelwellsara
× Hamelwellsara, (abreviado Hmwsa) en el comercio, es un híbrido intergenérico entre los géneros de orquídeas Aganisia × Batemannia × Otostylis × Zygopetalum × Zygosepalum. Fue publicado en Orchid Rev. 88(1043) cppo: 8 (1980).